# إيفي ديفرين
إفرايم "إيفي" ديفرين هو عميد في الجيش الإسرائيلي. بدأ عمله كمتحدث باسم جيش الدفاع الإسرائيلي الحالي في 27 مارس 2025، خلفًا لدانيال هاغاري.

## الحياة المبكرة والتعليم
ولد إفرايم ديفرين في جفعات أولغا. والده باروخ هاجر إلى إسرائيل من رومانيا، ووالدته عليزة هاجرت من المغرب. وفي شبابه، التحق بمدرسة مهنية.[بحاجة لمصدر]

## حياة مهنية
وبعد تجنيده، انضم إلى اللواء المدرع السابع، وأكمل تدريبات القتال وقادة الدبابات. ثم أكمل دورة ضابط وشغل منصب قائد فصيلة دبابات. في عام 1997 أصبح قائد سرية في الكتيبة 75، في اللواء السابع.[بحاجة لمصدر]
في حرب لبنان عام 2006، قاد الكتيبة التاسعة من اللواء 401 خلال معركة وادي السلوقي، حيث أصيب بجروح خطيرة. وبعد عدة أسابيع من التعافي، عاد لقيادة كتيبته.[بحاجة لمصدر]
وفي وقت لاحق، تولى قيادة الكتيبة 532 في اللواء 460 وخدم كضابط عمليات (G3) في الفرقة 162. وبعد إكماله دورة قادة الألوية تم تعيينه قائداً للواء 27. وبعد حل اللواء، تم تعيينه نائباً لقائد فرقة 36 في عام 2014، واستمر في منصبه حتى عام 2015. في 12 سبتمبر 2016 تم تعيينه ملحقًا لجيش الدفاع الإسرائيلي في الهند.[بحاجة لمصدر]
تمت ترقية دفرين إلى رتبة عميد وأصبح رئيسًا لقسم العلاقات الخارجية ضمن مديرية التخطيط، واستمر بعد إعادة هيكلته تحت مديرية الاستراتيجية والدائرة الثالثة كلواء تيفيل للتعاونات دولية. تقاعد من جيش الدفاع الإسرائيلي في أغسطس 2024 بعد 33 عامًا من الخدمة.
شغل منصب نائب الرئيس للتسويق في شركة رافائيل لأنظمة الدفاع المتقدمة.
في 9 مارس 2025، عينه رئيس أركان جيش الدفاع الإسرائيلي إيال زامير متحدثًا باسم جيش الدفاع الإسرائيلي. في 27 مارس 2025 تولى منصبه رسميًا. وخلال حرب إيران وإسرائيل، عاد دانيال هاغاري بناء على طلب ديفرين كمدير بالنيابة لوحدة المتحدث الرسمي لقيادة العمليات الداخلية، بينما بقي ديفرين كوجه عام للوحدة. وكان من المتوقع أن يظل هاجاري في منصبه حتى انتهاء الصراع.

## قراءة إضافية
- آموس هاريل and Avi Issacharoff, Spider Web, Yedioth Ahronoth Publishing, 2008.
- Elishiv Shimshi, Another Victory Like This...: On Combat Spirit in the Second Lebanon War, Ben Shemen: Modan Publishing, 2013.